# إيلي بوروجارد
إيلي بوروجارد هو سياسي كندي، ولد في 8 يوليو 1884 في لاباتري في كندا، وتوفي في 27 أغسطس 1954. نشط حزبياً في الحزب الليبرالي الكندي. وقد انتخب رئيس مجلس الشيوخ ‏ (3 أغسطس 1949 – 13 أكتوبر 1953) وانتخب عضو مجلس الشيوخ الكندي ‏.